# Jakub Karol Parnas

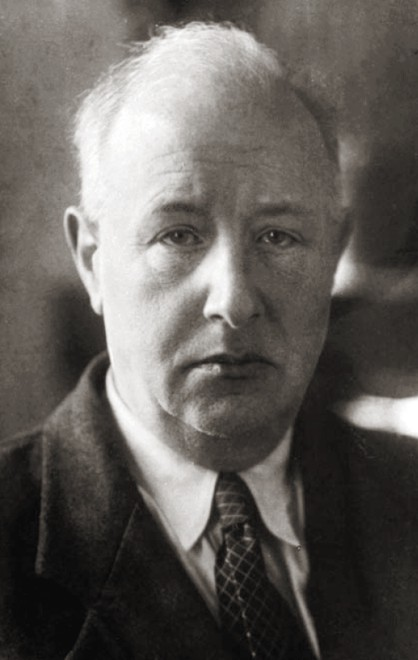
Jakub Parnas

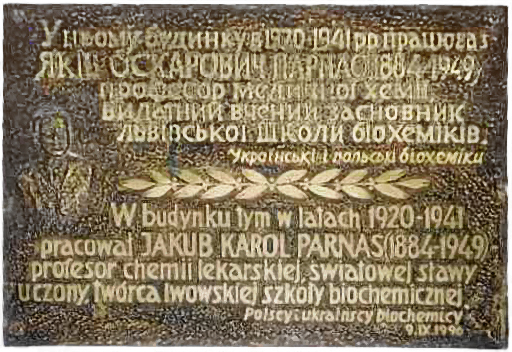
Tafel für Jakub Parnas bei der Medizinischen Universität von Lwów

Jakub Karol Parnas (geboren am 16. Januar 1884 in Mokrzany, Österreich-Ungarn; gestorben am 29. Januar 1949 in Moskau) war ein polnisch-sowjetischer Biochemiker. Gemeinsam mit Gustav Embden und Otto Meyerhof klärte er 1929 den Mechanismus der Glykolyse auf, die nach diesen Forschern auch als Embden-Meyerhof-Parnas-Weg bekannt ist.

## Leben und Werk

### Biografie
Jakub Karol Parnas wurde 1884 in dem Dorf Mokrzany nahe Ternopil geboren. Parnas studierte ab 1902 Chemie an der Technischen Hochschule Berlin und wechselte 1904 an die Universität Straßburg. Er wechselte 1905 an das Polytechnikum Zürich, wo er 1906 sein Diplom erhielt und 1907 promoviert wurde. Nach seiner Promotion ging er zurück nach Straßburg und bekam eine Assistenzstelle bei Franz Hofmeister und absolvierte zwischen 1910 und 1911 einen Forschungsaufenthalt in Neapel. Ab 1913 war er Privatdozent für Physiologische Chemie in Straßburg. 1914 ging er an die University of Cambridge, musste seinen Aufenthalt durch den Ausbruch des Ersten Weltkriegs jedoch beenden. Nach dem Krieg arbeitete er in Polen und baute als Professor den Fachbereich für Physiologische Chemie an der Universität Warschau auf. 1920 ging er an die Universität Lemberg / Lwow und wurde Leiter des Fachbereichs für Medizinische Chemie an der medizinischen Fakultät, wo er einen aktiven Mitarbeiterstamm aufbaute und in zahlreichen Kooperationen mit europäischen Kollegen arbeitete. 1939 wurde er dort Professor für Biochemie.
Im Juni 1941, bevor die deutschen Truppen Lemberg einnehmen konnten, wurde Parnas nach Ufa im asiatischen Teil der Sowjetunion evakuiert und 1943 nach Moskau gebracht, wo er Institutsdirektor am Institut für Biologische und Medizinische Chemie und Leiter des Physiologischen Labors. 1945 bemühte sich Ludwik Hirszfeld, ihn an die neu gegründete Universität Breslaus (Uniwersytet Wrocławski), die zum Teil personell in Lemberger Tradition stand, zu gewinnen. Aufgrund judenfeindlicher Pogrome im Nachkriegspolen sagte er ab. Einem Ruf nach Gent konnte er nicht folgen, weil ihm die Ausreise verwehrt wurde.  Am 29. Januar 1949 wurde er ohne Erklärung in Moskau inhaftiert und er starb in der Lubjanka, dem zentralen Gefängnis von Moskau. Die Hirzfelds, die zu ihm in freundschaftlichen Kontakt blieben und die er mehrfach in Breslau besuchte, nahmen an, dass er wegen seiner Kritik an den Theorien von Trofim Lysenko inhaftiert worden war und sahen es als Warnzeichen für ihre eigene Tätigkeit an.

### Wissenschaftliche Leistungen
Jakub Karol Parnas gehört mit seinen Kollegen zu den Pionieren der Arbeiten im Bereich der Aufklärung der Phosphorylierung in der Biologie. Sie gehörten zu den ersten, die radioaktiv markiertes Phosphat zur Aufklärung biochemischer Prozesse einsetzten. Der erste Prozess, den Parnass auf diese Weise aufklären konnte, war der Abbau von Glykogen zu Glucose-6-phosphat in Anwesenheit von anorganischem Phosphat.
Darüber hinaus wurden von seiner Arbeitsgruppe zwei der drei regulierenden Enzyme der Glykolyse identifiziert, namentlich die Phosphofructokinase 1 und  die Pyruvatkinase. Durch diese Entdeckung gelang es ihm gemeinsam mit Gustav Embden und Otto Meyerhof 1929 den Mechanismus der Glykolyse aufzuklären, die nach diesen Forschern auch als  Embden-Meyerhof-Parnas-Weg bekannt ist.
1932 wurde er Mitglied der Leopoldina und 1942 der Akademie der Wissenschaften der UdSSR. Jakub Karol Parnas erhielt 1942 den Stalinpreis, 1945 den Orden des Roten Banners der Arbeit und den Leninorden.

## Belege
1. 1 2 3 4 5  
J. Barańska, A. Dzugaj, J. Kwiatkowska-Korczak, Giorgio Semenza: Jakub Karol Parnas — life and creativity. Opening Lecture zur 6th Parnas Conference Molecular Mechanism of Cellular Signalling in Kraków, Polen, 30. Mai – 2. Juni 2007, Acta Biochimica Polonica 54 (Suppl. 2), S. 1.
2. 1 2 3  
„Parnas, Jakub Karul“ In: Ilse Jahn (Hrsg.): Geschichte der Biologie. Sonderausgabe 2004, Nikol Verlagsgesellschaft; S. 920–921, ISBN 3-937872-01-9.
3. ↑   Urszula Glensk: Hirszfeldowie. Zrozumieć krew. Wydawnictwo Universitas, Kraków 2019 S. 327
4. ↑   Urszula Glensk: Hirszfeldowie. Zrozumieć krew. Wydawnictwo Universitas, Kraków 2019 S. 328
5. ↑  
Jolanta Barańska, Andrzej Dzugaj, Janina Kwiatkowska-Korczak: Embden–Meyerhof–Parnas, the First Metabolic Pathway: The Fate of Prominent Polish Biochemist Jakub Karol Parnas. Comprehensive Biochemistry 45, 2007 (Stories of Success — Personal Recollections.); S. 157–207. doi:10.1016/S0069-8032(07)45005-7
6. ↑  Mitgliedseintrag von Jakob Parnas bei der Deutschen Akademie der Naturforscher Leopoldina, abgerufen am 14. Februar 2016.
7. ↑  Mitglieder der Russischen Akademie der Wissenschaften seit 1724: Парнас Якуб Оскарович. Russische Akademie der Wissenschaften, abgerufen am 28. November 2021 (russisch).
8. ↑  Biografie von Jakub Parnas. Abgerufen am 10. Januar 2021 (russisch).

| Personendaten    | Personendaten                     |
| ---------------- | --------------------------------- |
| NAME             | Parnas, Jakub Karol               |
| KURZBESCHREIBUNG | polnisch-sowjetischer Biochemiker |
| GEBURTSDATUM     | 16. Januar 1884                   |
| GEBURTSORT       | Mokrzany                          |
| STERBEDATUM      | 29. Januar 1949                   |
| STERBEORT        | Moskau                            |